# This Night and the Next
This Night and the Next är Laurel Musics första och enda studioalbum, utgivet 2004 på skivbolaget Labrador.

## Låtlista
1. "Alone in the Dark"
2. "No One Wants Forever"
3. "The Way Love Goes"
4. "Sacred Heart"
5. "Dreams and Lies"
6. "Perfect Fit"
7. "Empty Feeling"
8. "Disappear"
9. "Feb 5"
10. "Make Believe"
11. "Non One Want Forever #2"
12. "Into the Blue"

## Personal
- Arvid Ahrin-Larsson - bakgrundssång, bas
- Björn Kleinhenz - bas, gitarr
- Gunnar Frick - pedal steel
- Henrik Mårtensson - fotografi
- Kasper Hård - inspelning
- Labrador Records - design
- Malin Dahlberg - sång, bakgrundssång
- Max Sjöholm - slagverk
- Thomas Eberger - mastering
- Tobias Isaksson - gitarr, munspel, melodika och glockenspiel
- Tord Komsell - piano, orgel